# Phantom Bride
Phantom Bride es el undécimo EP publicado del grupo inglés de música electrónica Erasure, lanzado en 2009.
Todas las canciones de este EP fueron compuestas por Vince Clarke y Andy Bell y funcionó como el sencillo adelanto de The Innocents Edición 21 aniversario.

## Descripción
Phantom Bride, debido a su duración extendida, no fue elegible para el ranking británico.

## Lista de temas
| Compact Disc (CDMUTE420) 1. Phantom Bride (2009 Remaster) 3:33 2. Hallowed Ground (Vince Clarke's Big-Mix) 4:02 3. Chains of Love (Almighty 12" Essential Mix) 7:12 4. Phantom Bride (Ghostly Groom Dub by FrankMusic) 3:46 5. A Little Respect (Wayne G & Andy Allder Hurdy Gurdy Club Mix) 7:34 6. Heart of Stone (Joebot's 'Ounce of Bounce' Remix) 6:26 7. Phantom Bride (Dogmatix's 12" 'Tearless' Mix) 6:12 8. Chains of Love (Plastic Operator Remix) 5:53 8 Track Descarga Digital 1. Phantom Bride (2009 Remaster) 3:33 2. Hallowed Ground (Vince Clarke's Big-Mix) 4:02 3. Chains of Love (Almighty 12" Definitive Mix) 4. Phantom Bride (Ghostly Groom Dub by FrankMusic) 3:46 5. A Little Respect (Wayne G & Andy Allder Hurdy Gurdy Club Mix) 7:34 6. Heart of Stone (Joebot's 'Ounce of Bounce' Remix) 6:26 7. Phantom Bride (Dogmatix's 12" 'Tearless' Mix) 6:12 8. Chains of Love (Plastic Operator Remix) 5:53 |

## Datos adicionales
Phantom Bride fue presentada originalmente en la BBC el 10 de marzo de 1987, como tema inédito pero en ese entonces se lo presentó como Crying. Esta grabación fue recuperada e incluida -renombrándola Phantom Bride- en la reedición 2011 del álbum The Circus.

Phantom Bride tiene la duración de un álbum. Este EP viene a saldar una vieja deuda, ya que es el cuarto sencillo extraído de The Innocents. En 1988, pese al grandísimo éxito del álbum, Mute Records editó el EP Crackers International con todos temas inéditos hasta ese momento, en lugar de publicar un cuarto sencillo. En su momento, se había pensado en Phantom Bride y en Heart of Stone como posibles cortes de difusión. 